# Warnfarbe

Warnzeichen W05:
„Warnung vor radioaktiven Stoffen oder ionisierenden Strahlen“

Als Warnfarben bezeichnet man die Farben Rot (auch in Verbindung mit Weiß), Gelb und Orange (in Kombination mit Schwarz), da sie als Signalfarben dem Menschen in der Regel besonders auffallen. Sie treten isoliert auf und in Kombination miteinander. Absperrbänder oder Anstriche vor Gefahrenquellen (Stufen, Baugruben) sind deshalb gelb-schwarz, ebenso wie die Schilder für Radioaktivität und Gefahrgut.

Gefahrensymbol: Sehr giftig (T+)

Traditionelle Warnfarben sind an die jeweiligen Kulturkreise gebunden und weichen außerhalb Europas von den europäischen Konventionen ab. Die Farbe Gelb ist international Erkennungsfarbe für Gefahrstoffe.
Die neben Gelb am häufigsten verwendete Warnfarbe ist Rot, da es eine der auffälligsten Farben ist. So ist zum Beispiel das Haltesignal von Verkehrsampeln rot ebenso wie Löschfahrzeuge der Feuerwehr. Verbotsschilder haben einen roten Rand oder sind ganz in rot gehalten wie das Stoppschild.
Auch die Kombination aus Rot und Gelb, die Farbe Orange wird als Warnfarbe verwendet, so haben die meisten Gefahrensymbole einen orangen Hintergrund.

## Warnfarben in der Natur
Auch in der Natur finden Warnfarben Anwendung. Während sich einige Tiere versteckt halten und sogar Objekte ihres Habitats bis zur Perfektion imitieren (Mimese), gibt es auch diese, die ganz gegenteilig darauf setzen gesehen zu werden. Die meisten von ihnen sind giftig, ungenießbar oder wehren sich z. B. mit Stacheln. Um die Notwendigkeit der Gegenwehr zu minimieren, tragen diese Arten typischerweise gelb-schwarz oder rot(-schwarz). Diese Schutztaktik wird Aposematismus genannt. Gerät ein Herbivor einmal an ein solches Tier, wird er schnell darauf konditioniert diese Farbe mit der einhergehenden unangenehmen Erfahrung in Verbindung zu setzen. Teilweise sind Prädispositionen zur Warnfarbenmeidung auch angeboren. Nicht alle Arten setzen dabei ausschließlich auf ihre Warnfarben. Einige Frosch- und Schwanzlurche besitzen beispielsweise den Unkenreflex. In einer Gefahrensituation drehen sie sich auf den Rücken und präsentieren erst in dieser Stellung den farbigen Bauch.

Jedoch profitieren davon auch vollkommen ungefährliche Tiere wie die Hainschwebfliege, die das typische gelb-schwarze Muster der Apoidea nachahmt. Diese falsche Warnfärbung ist die Mimikry. Sie funktioniert so lange wie die Abwehr der aposematischen Arten den Gewinn Mimikry betreibende Arten zu jagen überwiegt. 

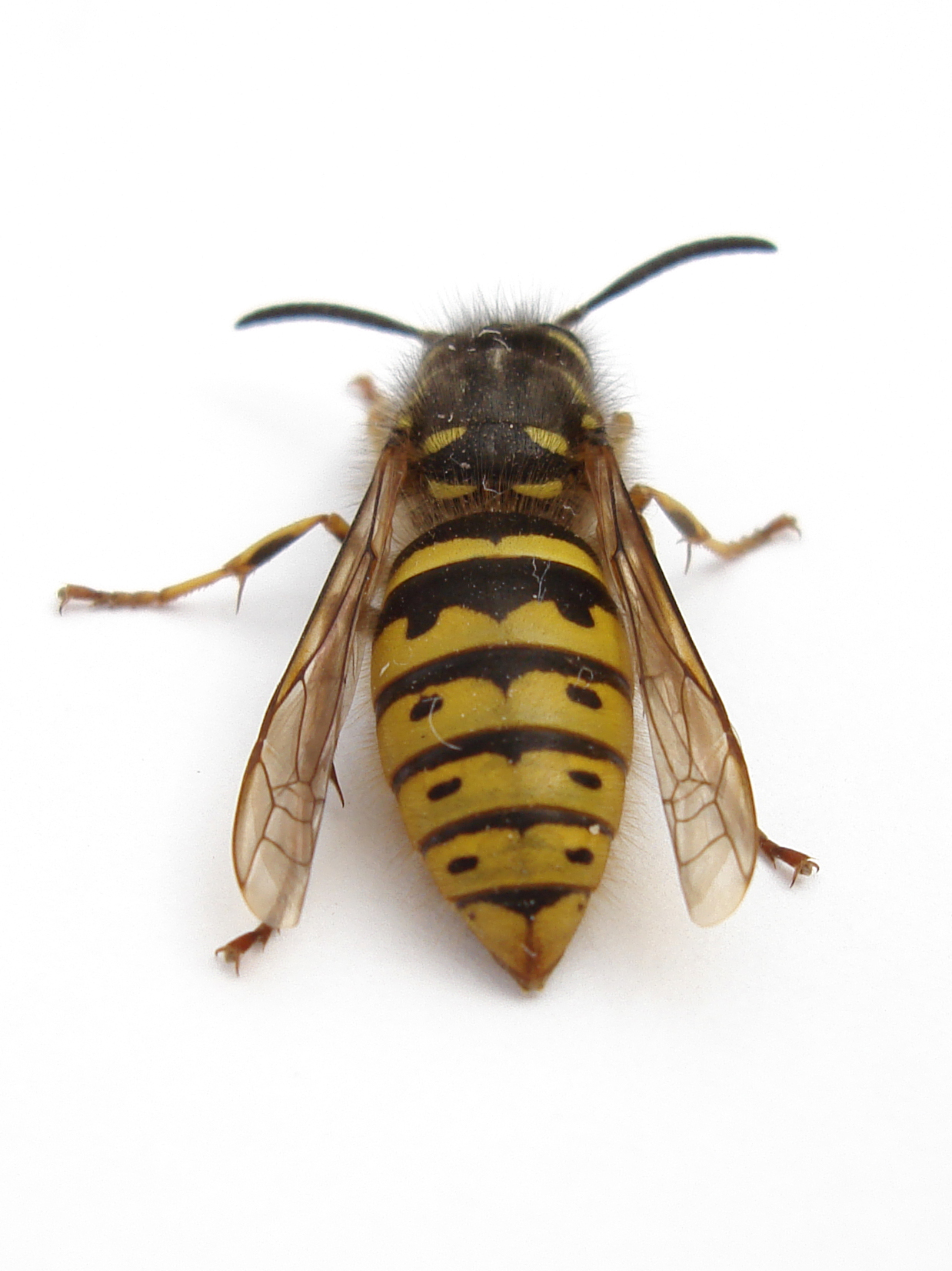
Echte Wespe
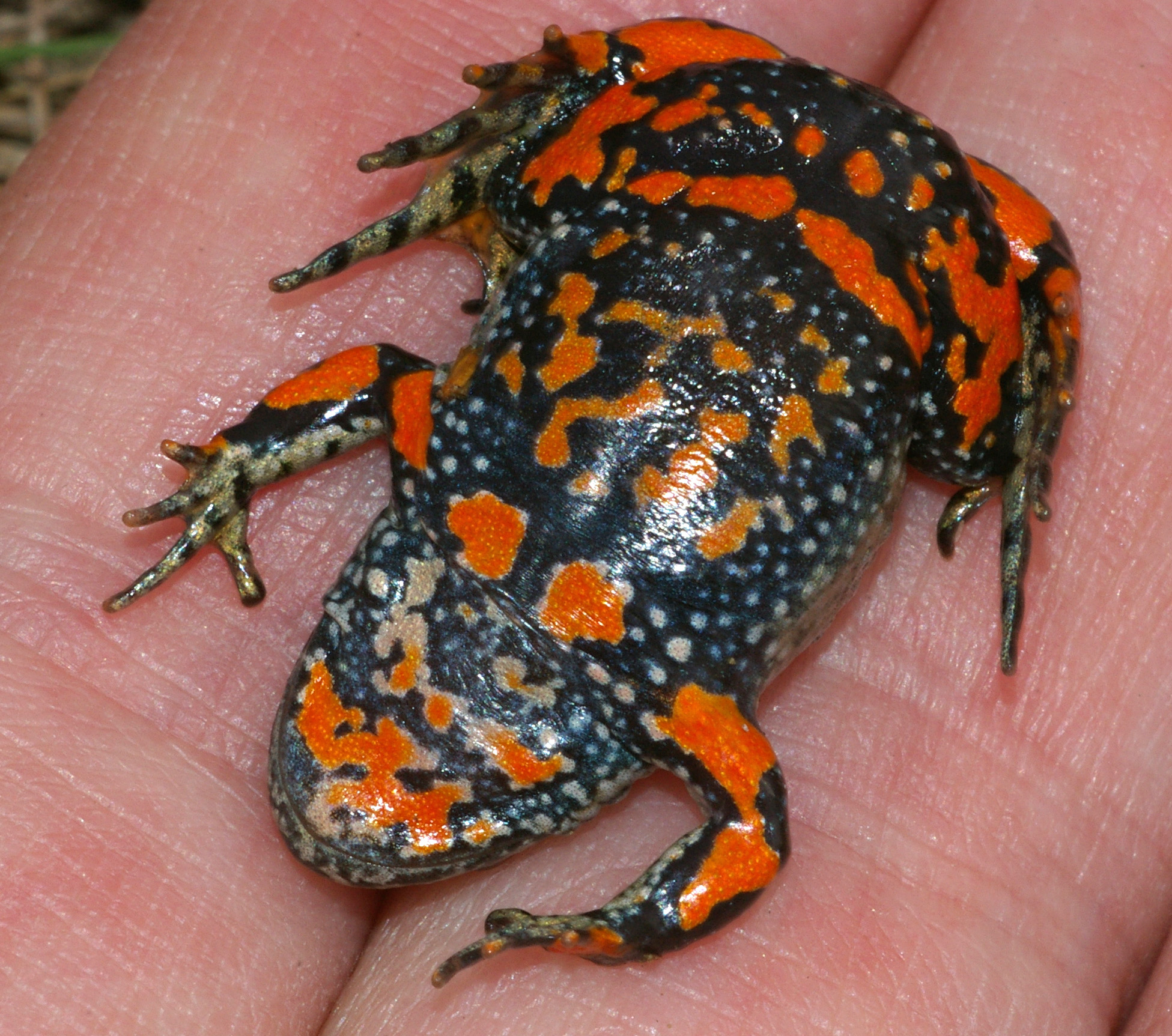
Jungtier der Rotbauchunke
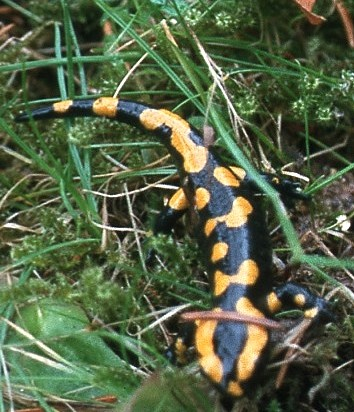
Feuersalamander
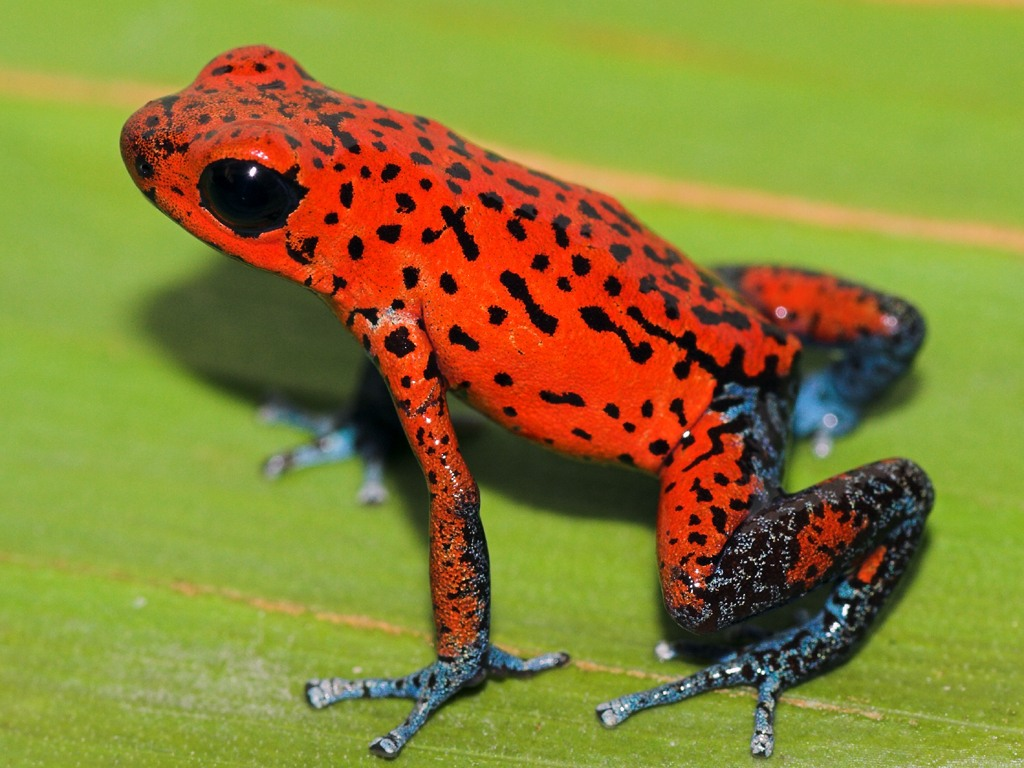
Erdbeerfröschchen
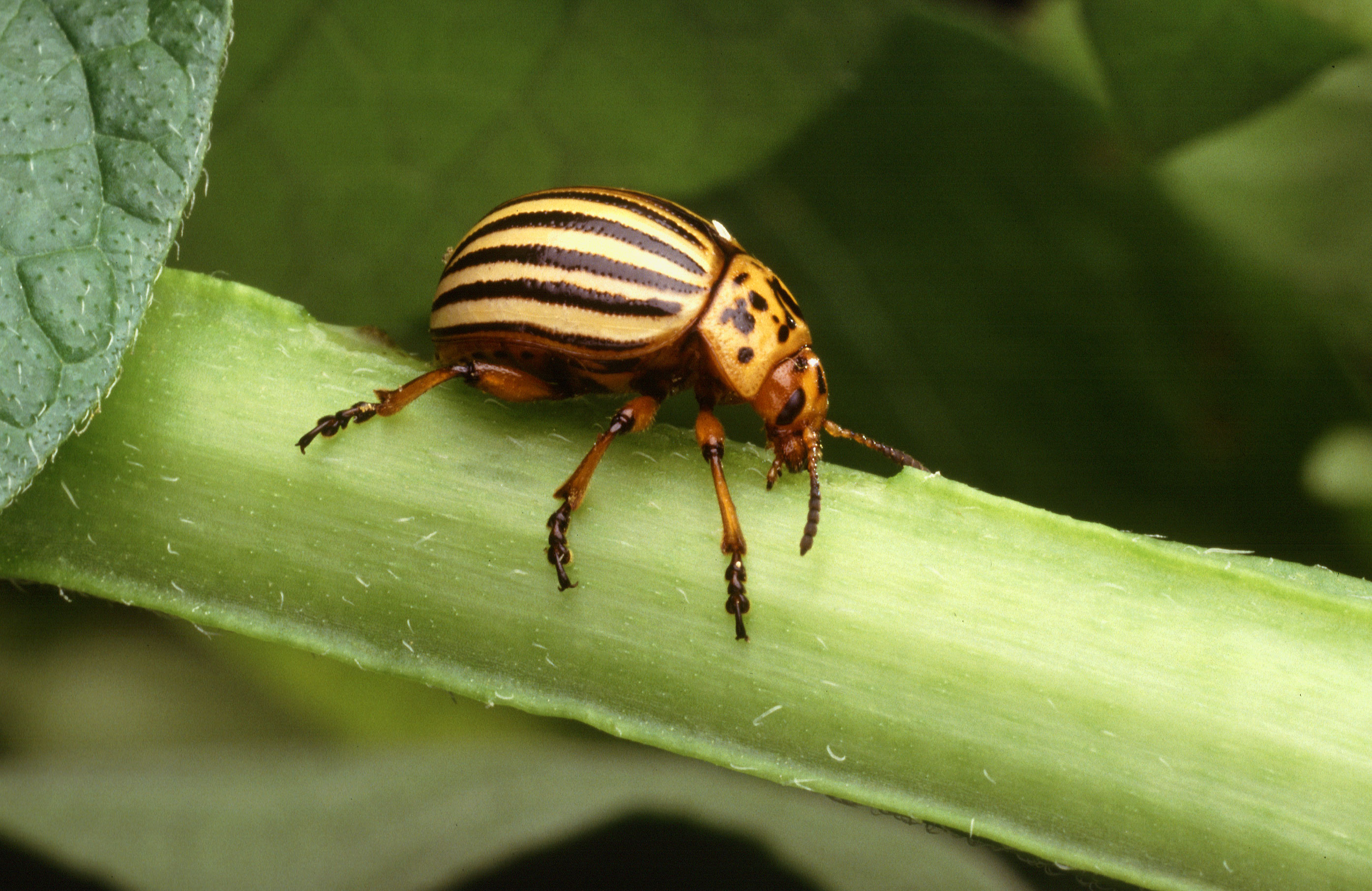
Kartoffelkäfer
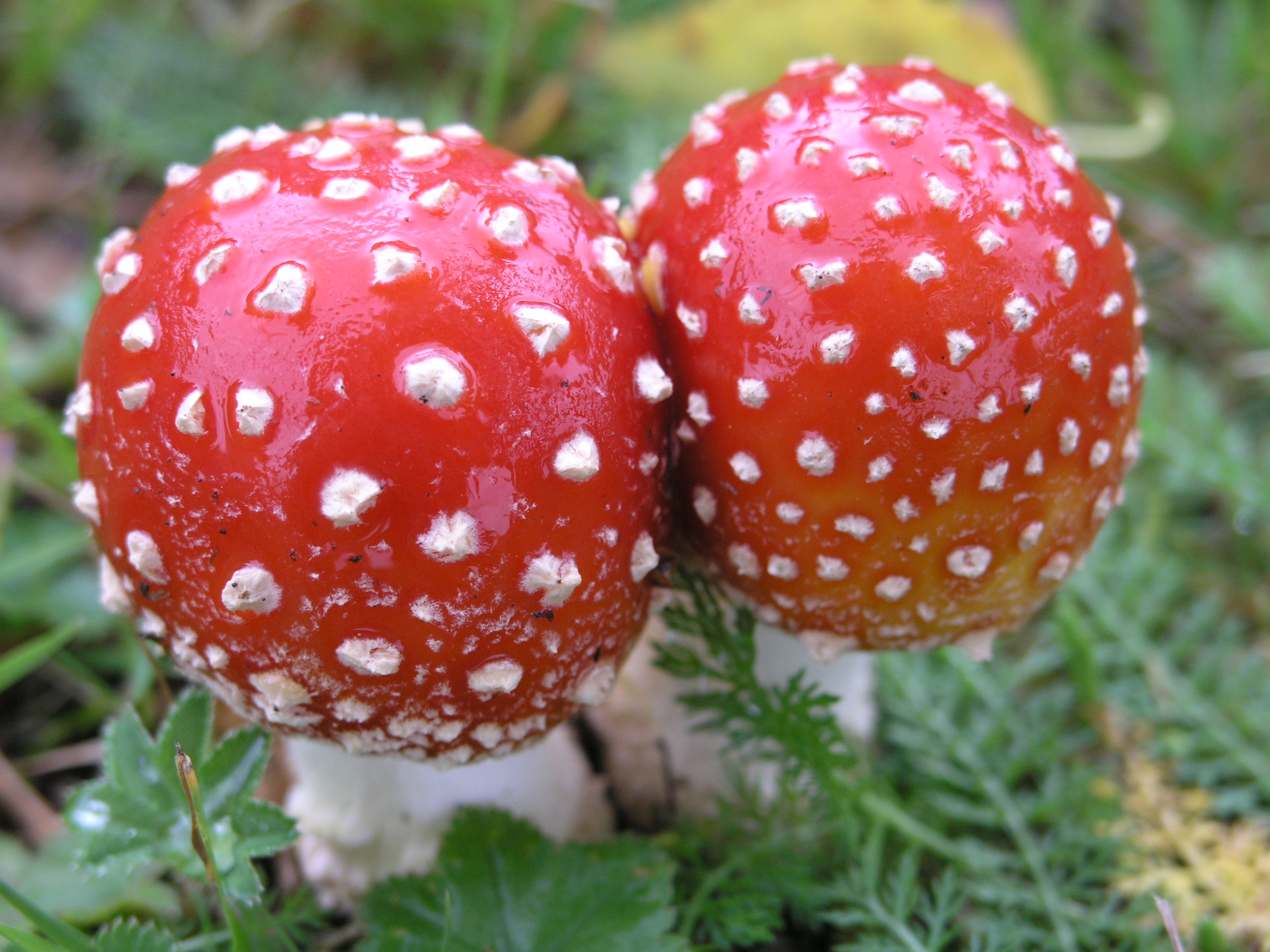
Fliegenpilze
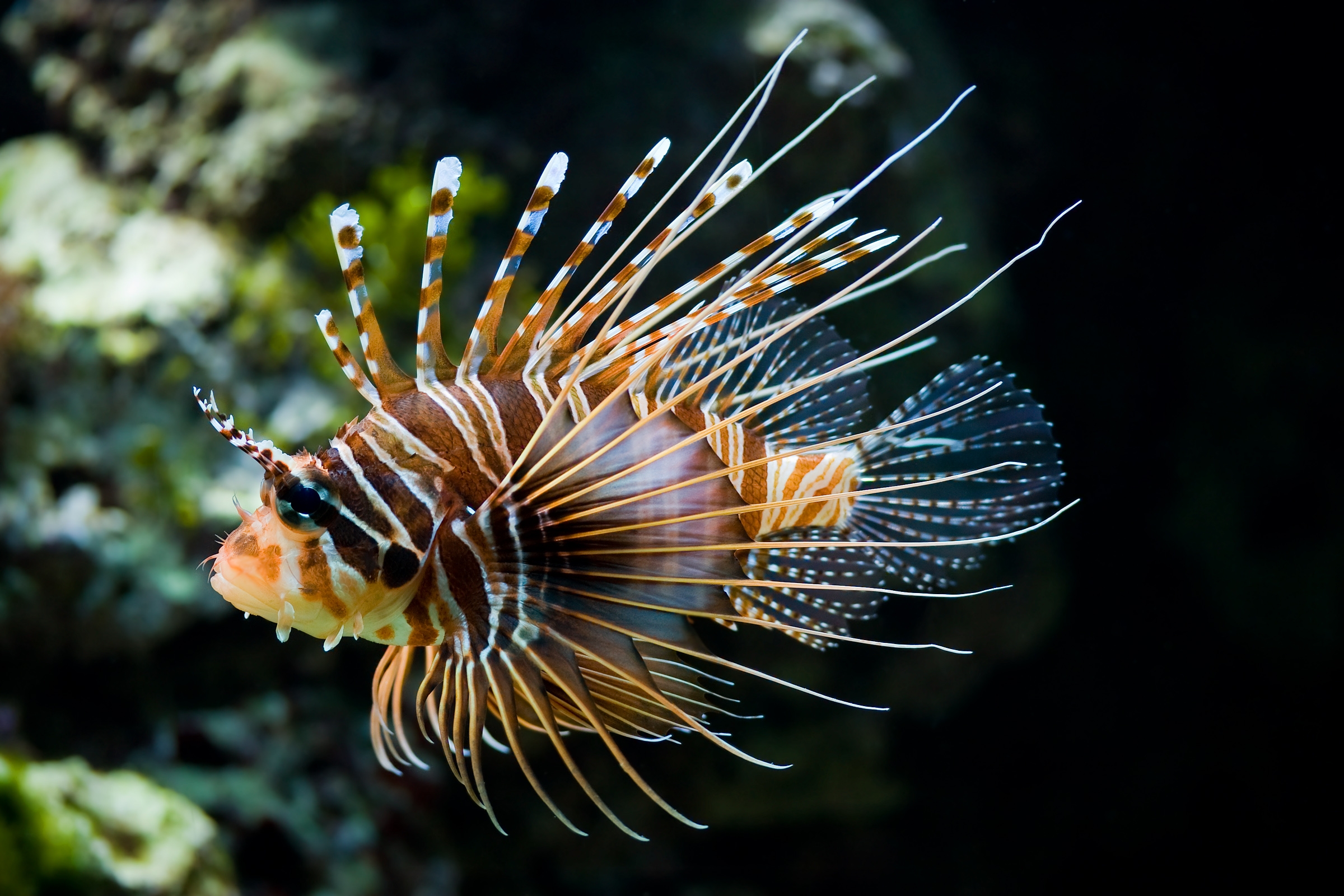
Antennen-Feuerfisch
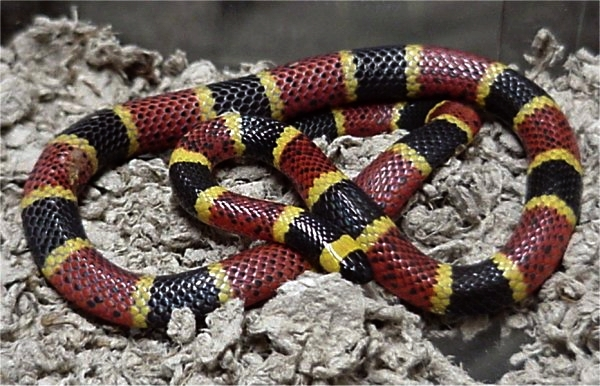
Texas-Korallenotter